# Giro d'Italia 1993
Giro d'Italia 1993 var den 76. udgave af Giro d'Italia. Giroen startede i Porto Azzurro den 23. maj  med en delt etape, hvor første del var en bjergetape på 85 km, og anden del var en individuel enkeltstartsetape. Løbets samlede vinder var den spanske cykelrytter, Miguel Indurain. Den danske cykelrytter Bjarne Riis vandt Giroens 7. etape.

## Deltagende hold
| - Amore & Vita-Galatron - Ariostea - Artiach - Banesto - Carrera Jeans-Tassoni - Castorama - Festina-Lotus | - GAN - Gatorade-Bianchi - Skabelon:Cykelholddata GBM - Jolly Componibili-Club 88 - Kelme-Xacobeo - Lampre - Mapei-Viner | - Mecair–Ballan - Mercatone Uno-Zucchini - Skabelon:Cykelholddata MOT - Navigare-Blue Storm - Team Telekom - ZG Mobili |

## Trøjerne dag for dag
| Etape  | Vinder             | Maglia rosa ·   | Pointtrøje ·       | Bjergtrøje ·         | Ungdomstrøje ·       | Holdkonkurrence · | Trofeo Fast Team      |
| ------ | ------------------ | --------------- | ------------------ | -------------------- | -------------------- | ----------------- | --------------------- |
| 1a     | Moreno Argentin    | Moreno Argentin | Moreno Argentin    | ingen uddeling       | Francesco Casagrande | ingen uddeling    | Mecair–Ballan         |
| 1b     | Maurizio Fondriest | Moreno Argentin | Moreno Argentin    | ingen uddeling       | Eddy Seigneur        | ingen uddeling    | Mecair–Ballan         |
| 2      | Adriano Baffi      | Moreno Argentin | Marco Saligari     | Francesco Casagrande | Francesco Casagrande | ingen uddeling    | Mecair–Ballan         |
| 3      | Piotr Ugrumov      | Moreno Argentin | Marco Saligari     | Francesco Casagrande | Francesco Casagrande | Stefano Colagè    | Mecair–Ballan         |
| 4      | Fabio Baldato      | Moreno Argentin | Marco Saligari     | Francesco Casagrande | Francesco Casagrande | Stefano Colagè    | Mecair–Ballan         |
| 5      | Dimitri Konyshev   | Moreno Argentin | Marco Saligari     | Francesco Casagrande | Francesco Casagrande | Ján Svorada       | Carrera Jeans-Tassoni |
| 6      | Guido Bontempi     | Moreno Argentin | Adriano Baffi      | Francesco Casagrande | Francesco Casagrande | Ján Svorada       | Carrera Jeans-Tassoni |
| 7      | Bjarne Riis        | Moreno Argentin | Adriano Baffi      | Francesco Casagrande | Francesco Casagrande | Ján Svorada       | Ariostea              |
| 8      | Adriano Baffi      | Moreno Argentin | Adriano Baffi      | Mariano Piccoli      | Francesco Casagrande | Stefano Colagè    | Ariostea              |
| 9      | Giorgio Furlan     | Moreno Argentin | Adriano Baffi      | Mariano Piccoli      | Francesco Casagrande | Stefano Colagè    | Ariostea              |
| 10     | Miguel Indurain    | Miguel Indurain | Adriano Baffi      | Mariano Piccoli      | Francesco Casagrande | Stefano Colagè    | Mecair–Ballan         |
| 11     | Fabiano Fontanelli | Bruno Leali     | Adriano Baffi      | Mariano Piccoli      | Francesco Casagrande | Stefano Colagè    | Lampre                |
| 12     | Dimitri Konyshev   | Bruno Leali     | Adriano Baffi      | Mariano Piccoli      | Pavel Tonkov         | Stefano Colagè    | Lampre                |
| 13     | Moreno Argentin    | Bruno Leali     | Adriano Baffi      | Mariano Piccoli      | Pavel Tonkov         | Ján Svorada       | Lampre                |
| 14     | Claudio Chiappucci | Miguel Indurain | Adriano Baffi      | Claudio Chiappucci   | Pavel Tonkov         | Stefano Colagè    | Carrera Jeans-Tassoni |
| 15     | Davide Cassani     | Miguel Indurain | Adriano Baffi      | Mariano Piccoli      | Pavel Tonkov         | Stefano Colagè    | Carrera Jeans-Tassoni |
| 16     | Fabio Baldato      | Miguel Indurain | Maurizio Fondriest | Mariano Piccoli      | Pavel Tonkov         | Stefano Colagè    | Carrera Jeans-Tassoni |
| 17     | Marco Saligari     | Miguel Indurain | Maurizio Fondriest | Mariano Piccoli      | Pavel Tonkov         | Ján Svorada       | Carrera Jeans-Tassoni |
| 18     | Adriano Baffi      | Miguel Indurain | Adriano Baffi      | Claudio Chiappucci   | Pavel Tonkov         | Ján Svorada       | Lampre                |
| 19     | Miguel Indurain    | Miguel Indurain | Adriano Baffi      | Claudio Chiappucci   | Pavel Tonkov         | Ján Svorada       | Lampre                |
| 20     | Massimo Ghirotto   | Miguel Indurain | Adriano Baffi      | Claudio Chiappucci   | Pavel Tonkov         | Ján Svorada       | Lampre                |
| 21     | Fabio Baldato      | Miguel Indurain | Adriano Baffi      | Claudio Chiappucci   | Pavel Tonkov         | Ján Svorada       | Lampre                |
| Vinder | Vinder             | Miguel Indurain | Adriano Baffi      | Claudio Chiappucci   | Pavel Tonkov         | Ján Svorada       | Lampre                |